# Tramway de Toulon
 (novembre 2016).
Si vous disposez d'ouvrages ou d'articles de référence ou si vous connaissez des sites web de qualité traitant du thème abordé ici, merci de compléter l'article en donnant les références utiles à sa vérifiabilité et en les liant à la section « Notes et références ».
L'ancien réseau de tramways de Toulon s'est développé dans la ville et de Sanary-sur-Mer  dans le Var à Hyères sur la côte d'Azur.

## Premier tramway à cheval (1876-1897)
Le mardi 18 janvier 1876, un texte officiel du Conseil d'État déclare pour la première fois l'intention d'installer à Toulon, un réseau de voie ferrée à traction animale par chevaux. La concession est attribuée par l'État à la ville de Toulon.
Le décret du 16 janvier 1881  officialise la décision de l'installation de 3 lignes de tramways devant desservir les quartiers de Saint-Jean-du-Var, de Bon-Rencontre et du Mourillon.
Un traité de rétrocession fut signé les 25 et 29 juillet 1881 entre la ville de Toulon et la Compagnie Générale des Omnibus de Marseille (CGOM), afin que cette dernière puisse mettre en place le premier réseau de tramways à Toulon. Malheureusement, celle-ci fut totalement incapable de tenir ses engagements, et la concession fut attribuée à monsieur Arthur Rénier  de nationalité belge .
Le 17 janvier 1886 est inaugurée la ligne 1.
Le réseau prendra la forme suivante :
- la ligne 1 constituée de 2 tronçons :

le 1er tronçon : place Notre-Dame (de nos jours Noël Blache) - Bon-Rencontre (vers l'ouest),
le 2e tronçon : place Notre-Dame - pont de Saint-Jean-du-Var (vers l'est),
un prolongement de Saint-Jean-du-Var à La Valette est inauguré le dimanche 1er août 1886 ;
- la ligne 2:  Toulon - la Valette, avait son origine "place de la Liberté" , les 5 kilomètres étaient effectués en 45 minutes à une vitesse moyenne de 6,7 kilomètres par heure. À l'époque, ces tramways étaient tirés par des chevaux normands ;
- la ligne 3 est construite en 1889, au départ de la place Louis Blanc (partie inférieure du cours Lafayette, près du port) et à destination du quartier du Mourillon.

L'année précédente, il avait fallu à la municipalité de Toulon achever les travaux de construction du Boulevard de la Mer; c'est également à cette même époque qu'est créé le jardin d'acclimatation. La compagnie loue un terrain à la Mitre en vue d'y construire un dépôt.
En 1892, le tramway arrive enfin jusqu'au aux Bains de mer Sainte-Hélène (aujourd'hui les plages du Lido).
En 1894, le terminus de La Valette est rallongé jusqu'à la nouvelle place Camille Ledeau.

Carte animée de l'évolution des infrastructures ferroviaires de l'agglomération de Toulon, dont celle des tramways, de 1885 à 1955.

## Les tramways électriques (1897-1955)

### La Société des tramways du Var et du Gard (STVG)

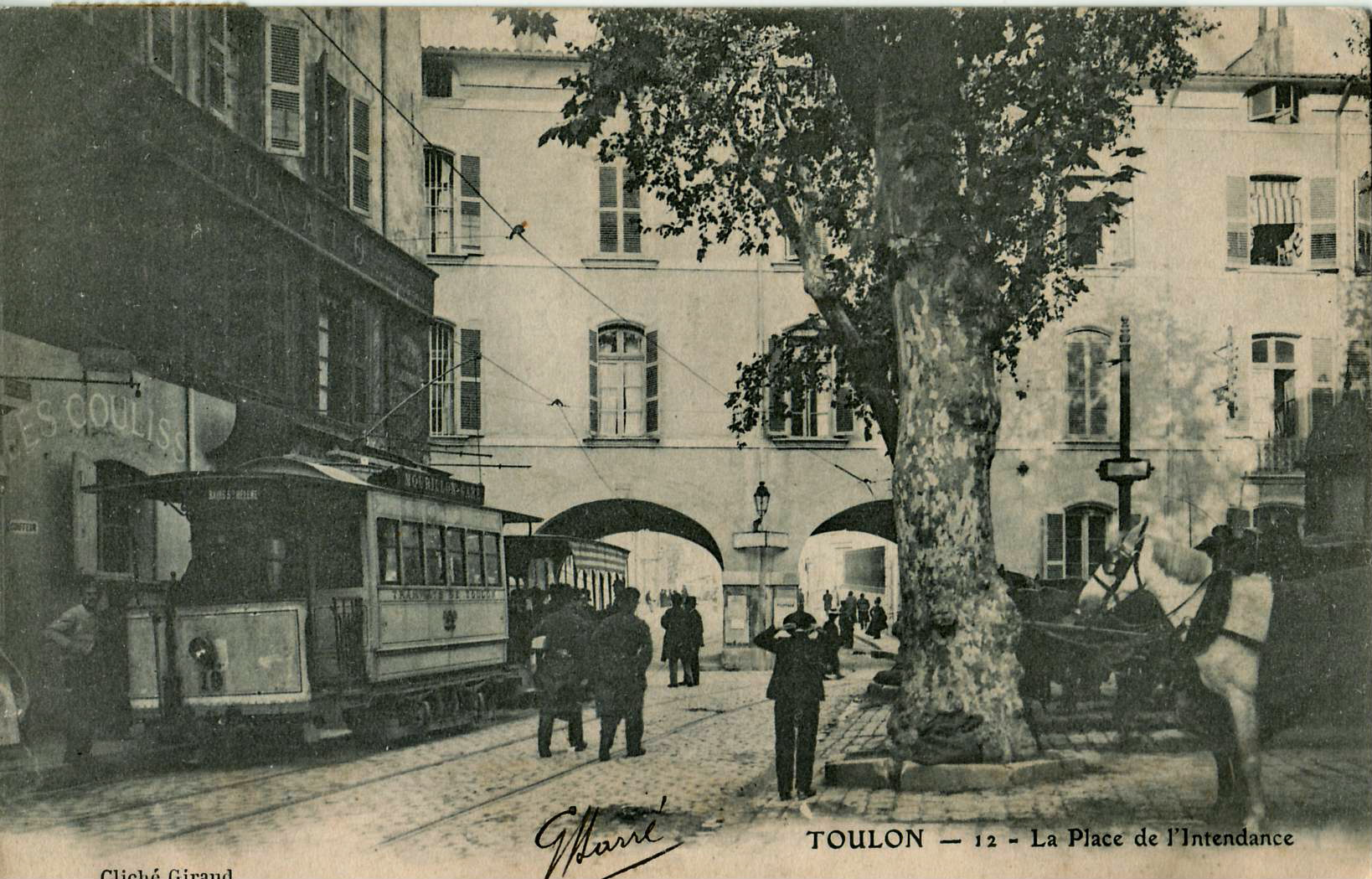
Tramway de la ligne 3 à la Place de l'Intendance.

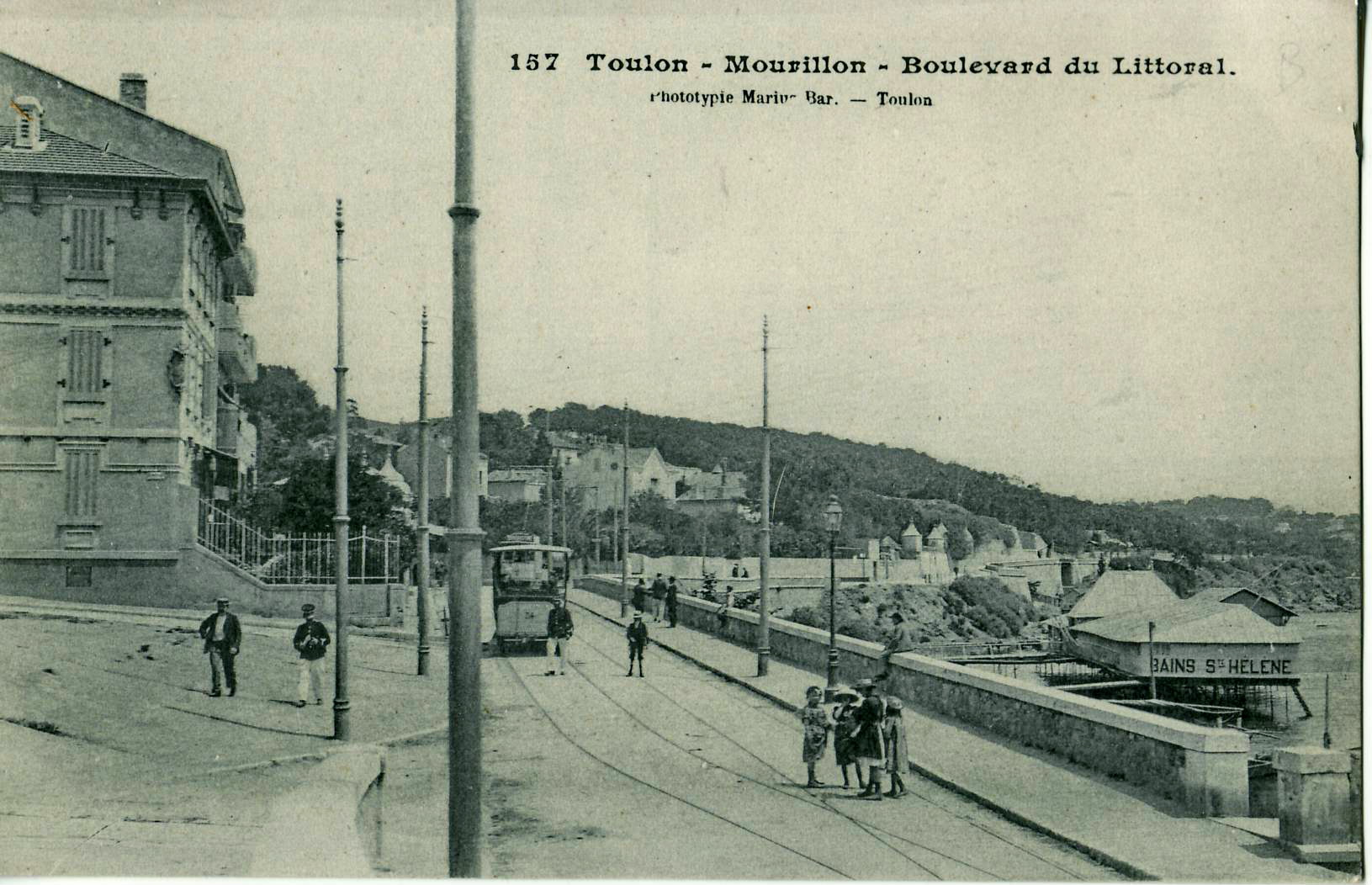
Tramway au Mourillon.

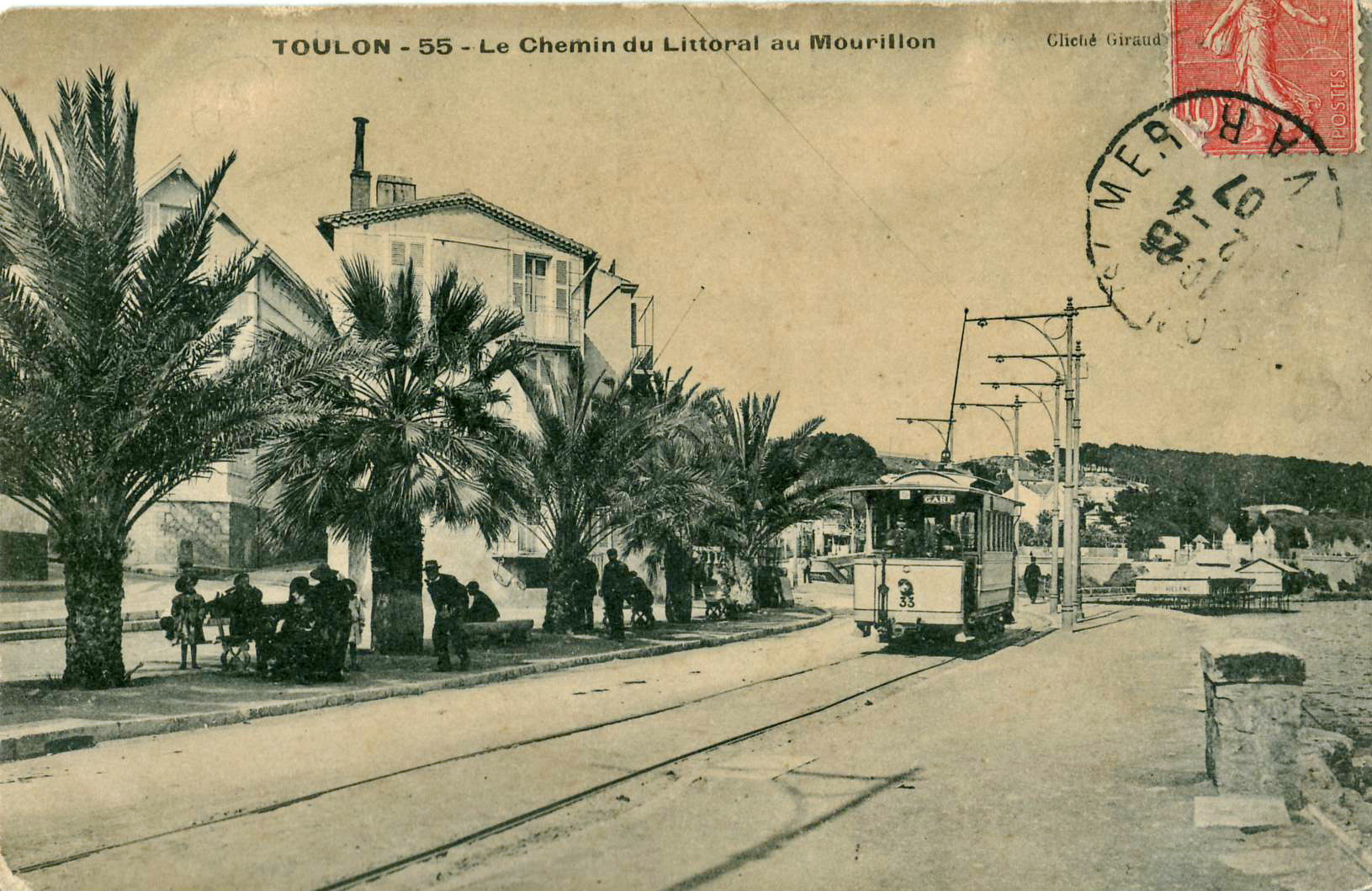
Tramway n°35 pour la gare, au Mourillon.

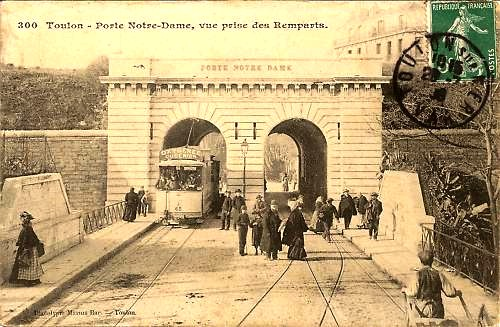
Tramway franchissant la Porte Notre Dame

En 1895 est créée la Société des tramways du Var et du Gard, par Monsieur Arthur Rénier de nationalité belge. Ce dernier cède sa concession, obtenue en 1883, à la nouvelle société dont il est l'un des actionnaires. En mars de la même année, la STVG réitère une demande au conseil municipal toulonnais, pour obtenir l'autorisation d'employer la traction électrique.
En 1896, le sous-Préfet de Toulon invite les maires des communes intéressées à se prononcer sur le remplacement de la traction animale par la traction électrique. Les chevaux étaient passés du nombre de 34 au début de l'exploitation à 105 vers la fin.
En 1897, les travaux de mise en service des tramways électriques avancent et le jeudi 22 juillet 1897, sont réalisés les premiers essais entre la Valette et le Champ de Mars à Toulon avec les toutes nouvelles motrices Schuckert.
La firme allemande Schuckert a équipé la ligne. Cela comprenait la ligne aérienne, trente motrices de trente-deux places ainsi que les conducteurs de tramway que l'on appelait wattman (tout au moins au début de l’exploitation, pour ces derniers). Des numéros impairs étaient attribués aux motrices, de 1 à 59.
Le 25 juillet 1897, les motrices « flambant neuves » partaient du rond-point du Champ de Mars jusqu'à l'entrée de La Valette, passant par le quartier de Saint Jean du Var. La durée du parcours n’était plus que de quinze minutes alors.
Le réseau a la forme suivante :
- ligne 1 : Toulon à Ollioules ;
- ligne 2 : Toulon à la Valette ;
- ligne 3 : Toulon au Mourillon ;
- ligne 4 : Place Louis-Blanc à la gare centrale ;
- ligne 5 : Port de la Rode au Champ de mars ;
- ligne 6 : Toulon aux Routes ;
- ligne 7 : Toulon au cap Brun et à la limite de la commune.

Le 1er octobre 1936, la STVG est mise sous séquestre.

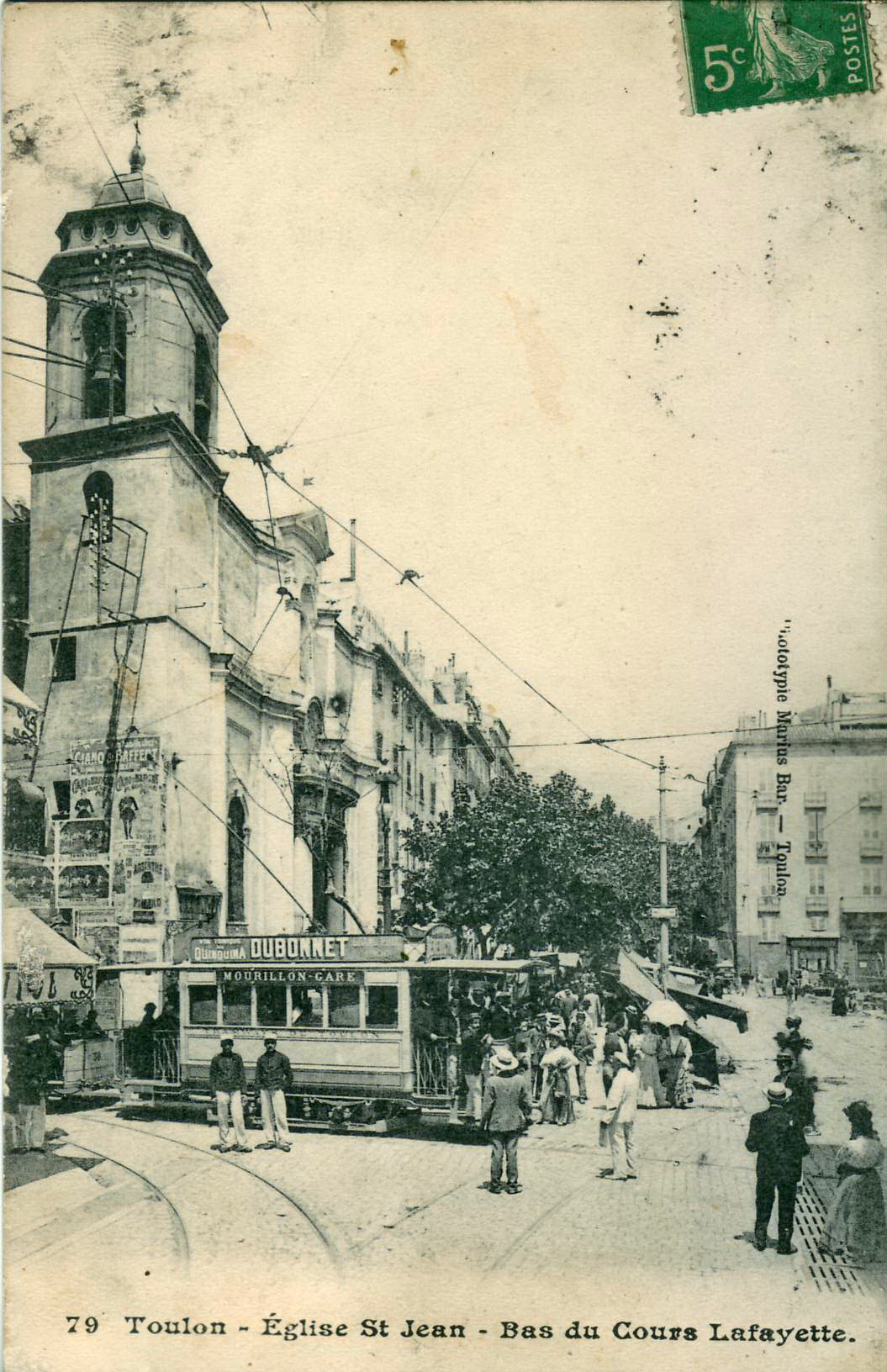
Tramway devant l'église Saint-Jean
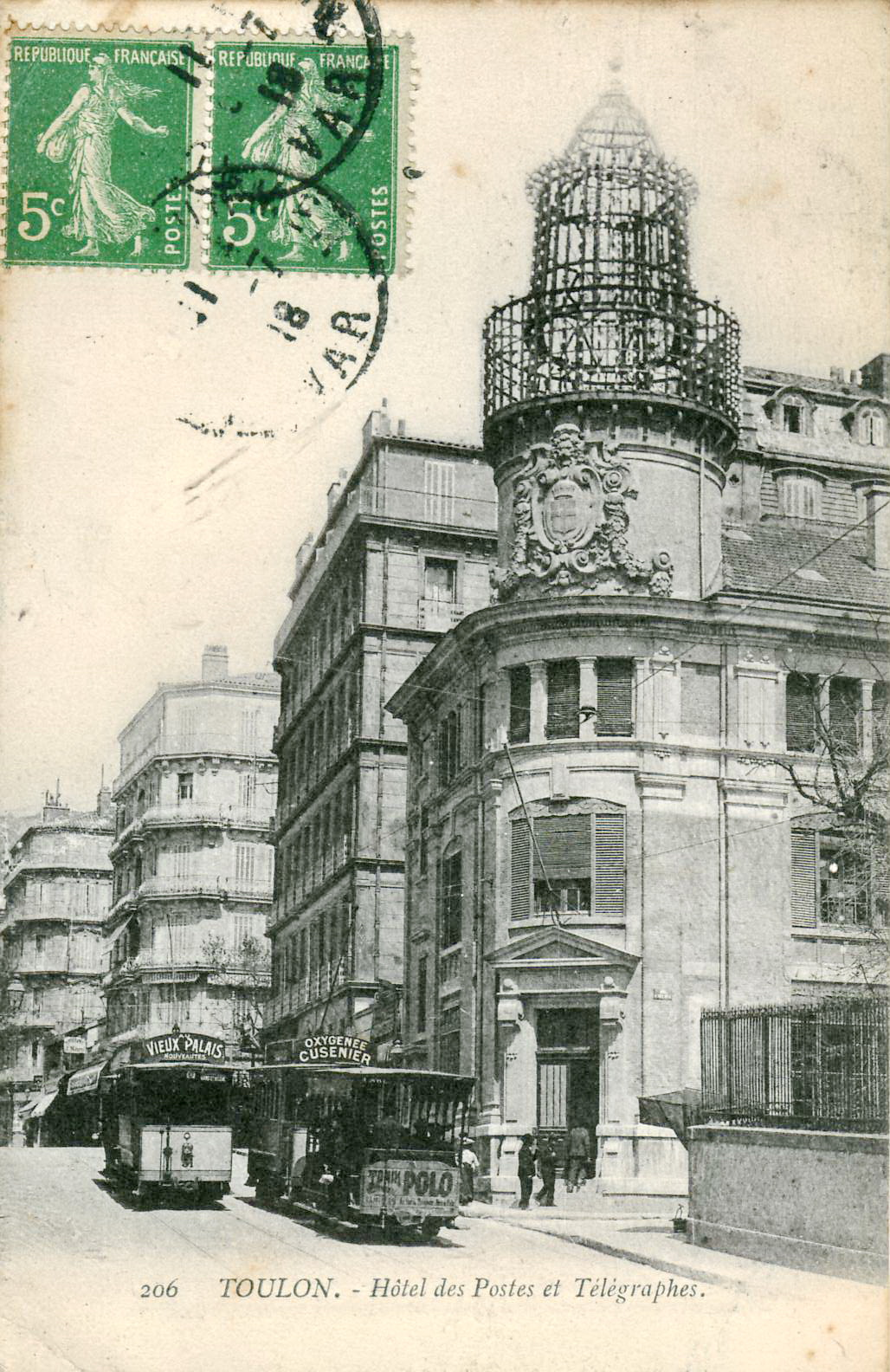
Tramway devant l'Hôtel des PTT

### La Compagnie Provençale des Tramways Électriques (CPTE)

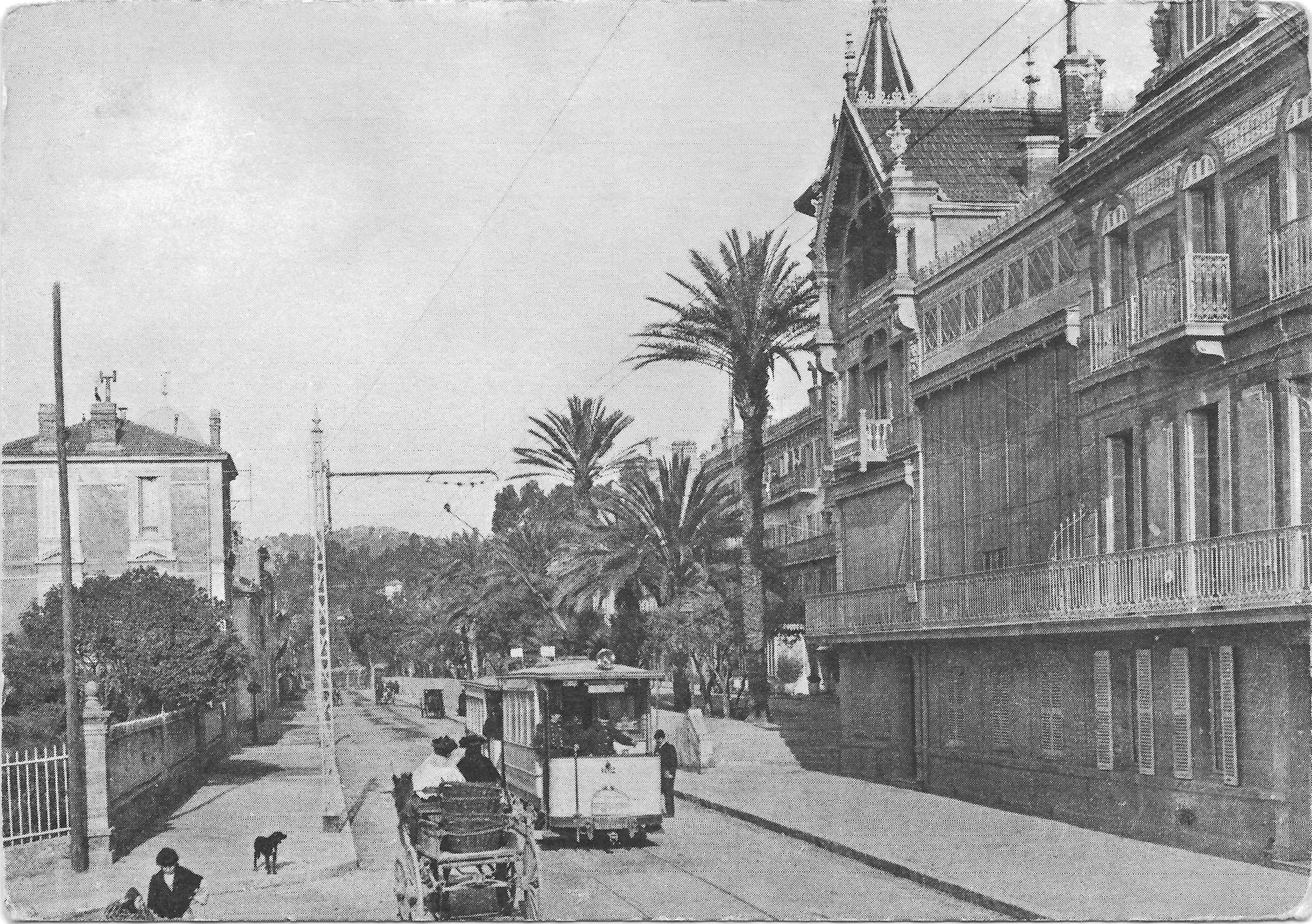
Le tramway à Hyères

Cette compagnie fondée en 1904 obtient la concession de deux lignes:
- une ligne allant de Toulon à Hyères par la Garde,

Toulon - La Garde : mise en service le 12 janvier 1907
La Garde - Hyères : mise en service le 16 mai 1907
- une ligne allant de la Valette à Hyères, et prolongeant la ligne 1 de la STVG

La compagnie est absorbée par la STVG en juin 1908, cette dernière exploite alors son réseau

### La Société des tramways de l'Ouest Varois (O.V)
Cette société est fondée en 1913, pour exploiter deux lignes : 
- Ollioules vers La Seyne-sur-Mer, 13,7 km ;
- Ollioules - Le Beausset, 9,4 km .

La mise en service a lieu en 1917. Le service cesse le 1er juillet 1936.

### La Compagnie des chemins de fer du Sud de la France (SF)
En 1905, cette compagnie établit une liaison depuis Toulon vers Hyères et Saint-Raphaël, en desservant le Pradet et Carqueiranne. Le terminus se situe dans le quartier de la Rode, près du bassin du Port Marchand, où une gare monumentale a été érigée. En 1925, la compagnie des chemins de fer de Provence (CP) remplace le "Sud France". La ligne disparait en 1948. Elle était à voie métrique et exploitée en traction à vapeur puis diesel au moyen d'autorails Brissonneau et Lotz.

### Régie Municipale des Transports Toulonnais
Le 15 octobre 1937, le conseil municipal de Toulon crée la RMTT (Régie Municipale des Transports Toulonnais) qui exploitera le réseau urbain de la ville, ainsi que le prolongement vers La commune de La Valette.
En 1940, la régie exploite les lignes suivantes :
1, Place Noël Blache  - l'Escaillon
2, Place Noël Blache  -  La Seyne  -  les Sablettes
3, Gare SNCF  -  le Mourillon
4, Place Noël Blache  -  l'Escaillon  -  Ollioules
5, Place Noël Blache  -  l'Escaillon  -  Dardennes
6, Place Noël Blache  -  Saint Roch  -  les Routes
7, Gare SNCF  -  Petit Bois  -  Cap Brun
8, Place Noël Blache  -  Bon Rencontre  -  Pyrotechnique
9, Gare SNCF - La Garde - les Quatre-Chemins
Le 15 octobre 1943, le premier bombardement allié détruit les infrastructures de la ligne du Mourillon. Celle-ci n'est pas remise en service.
Après 1945, faute de pouvoir moderniser les tramways, ceux-ci sont remplacés par des trolleybus. Les premiers trolleybus toulonnais sont mis en service en mai 1949.

### Régie Mixte des Transports Toulonnais
Le 6 avril 1951, la Régie Mixte des Transports Toulonnais remplace la Régie Municipale des Transports Toulonnais. Le siège de la régie est désormais implanté au dépôt de Brunet (la régie existe toujours à l'heure actuelle).
Le dernier tramway toulonnais circula le 15 avril 1955.

## Matériel roulant
Matériel d'origine :

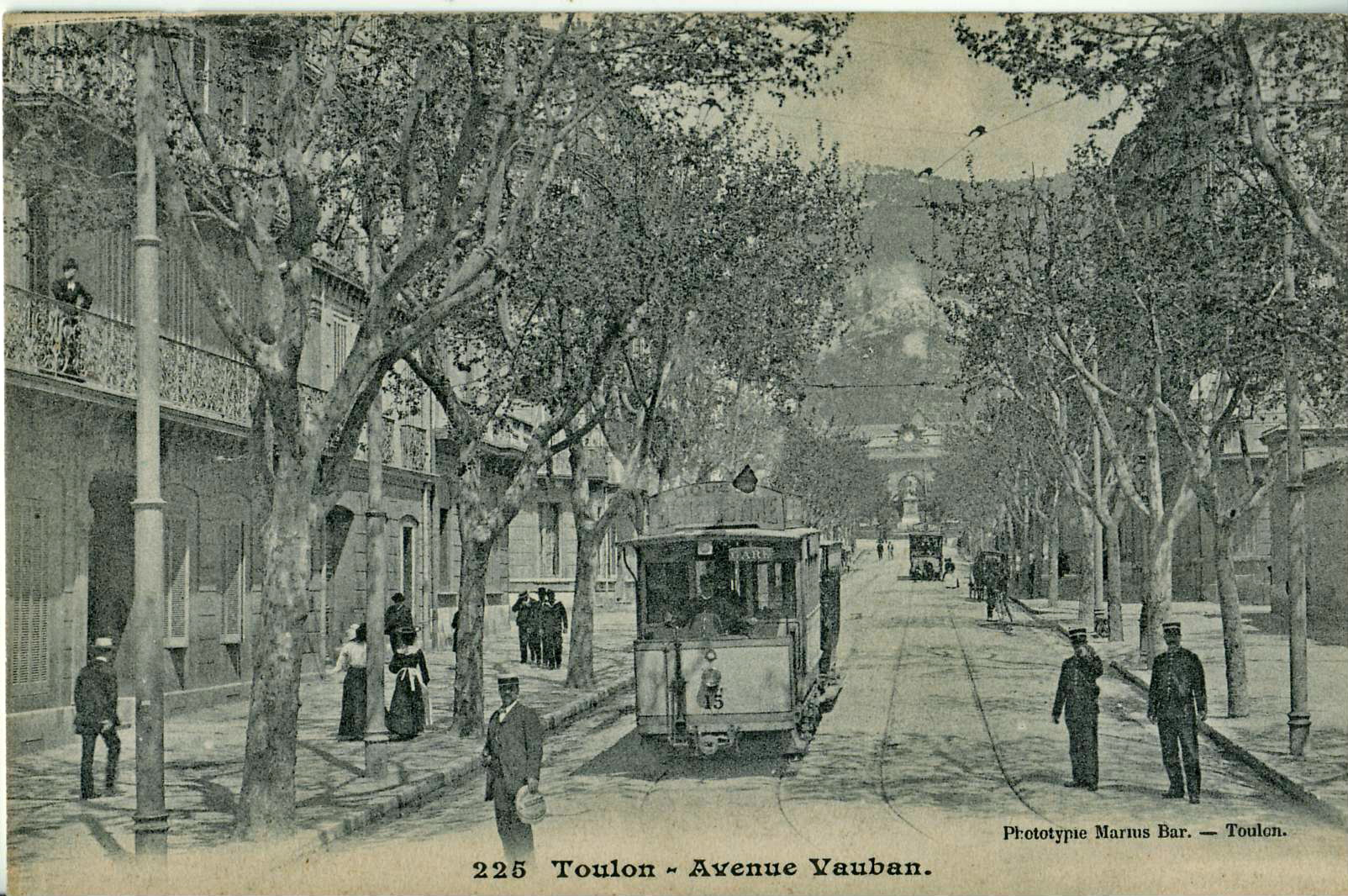
Motrice Schuckert n°15, avenue Vauban.

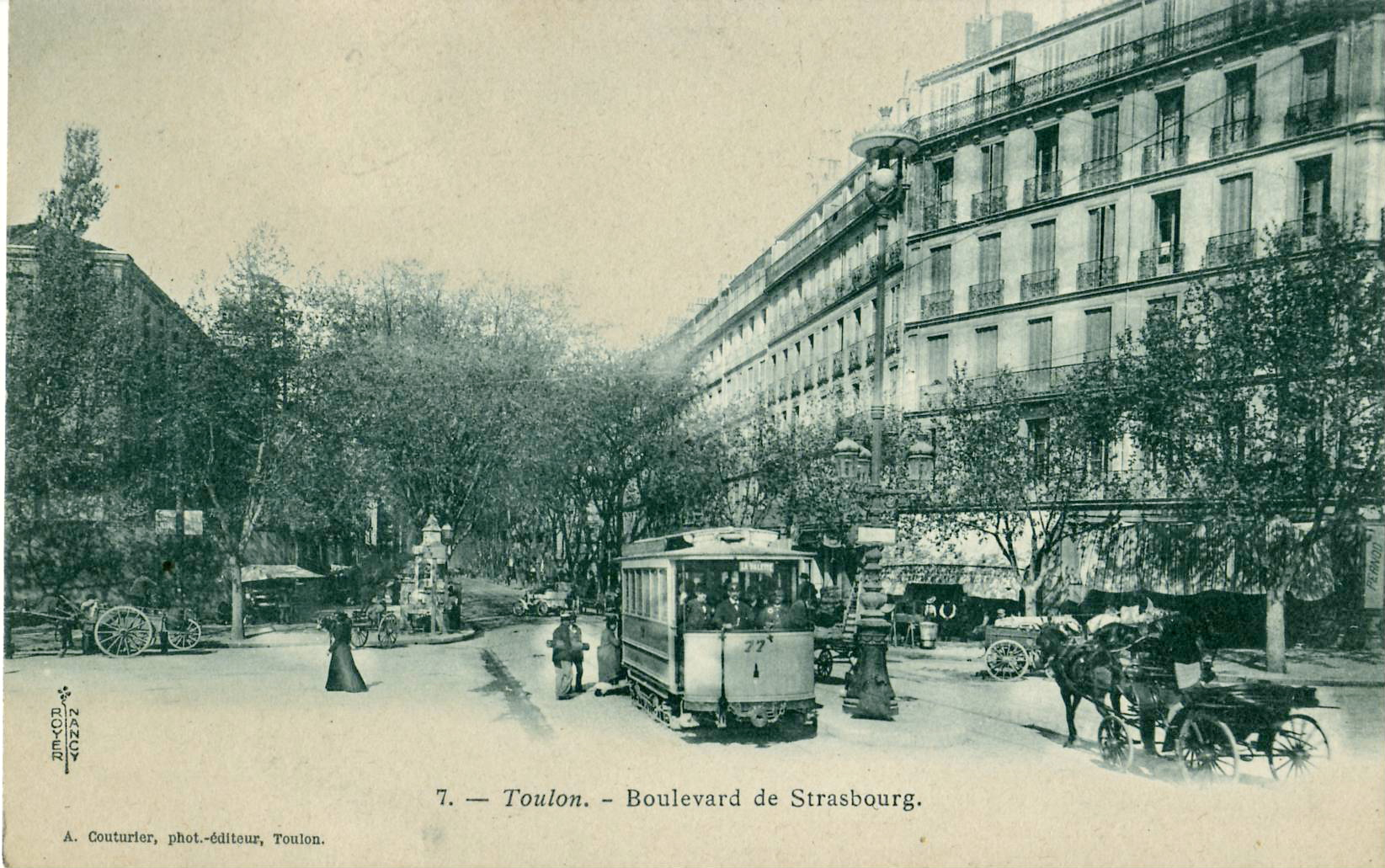
Motrice n°77, construite par les ateliers d'Yvry, boulevard de Strasbourg.

- Motrices livrées en 1899 par Schuckert, 30 unités, N° 1 à 59 (chiffres impairs)
- Motrices livrées en 1901 par les Ateliers d'Ivry, 10 unités, N° 61 à 79 (chiffres impairs)
- Motrices livrées en 1905 par les Ateliers d'Ivry, 10 unités, N° 81 à 99 (chiffres impairs)
- Motrices livrées en 1905 par les Ateliers Carde, 16 unités, N° 101 à 131 (chiffres impairs)
- Motrices livrées en 1931 par la Société Auxiliaire Française de Tramways, 6 unités, N° 133 à 143 (chiffres impairs)
- Remorques livrées en 1926, 48 unités, N° 2 à 98 (chiffres pairs)
- Remorques livrées en 1906, 16 unités, N° 102 à 120 (chiffres pairs)
- Remorques livrées en 1907, 33 unités, N° 132 à 196 (chiffres pairs)
- Remorques livrées en 1904, 16 unités, N° 200 à 232 (chiffres pairs)

Matériel complémentaire :
- Motrices provenant du réseau de Marseille, acquises entre 1904 et 1935 , 27 unités, N° 301 à 353 (chiffres impairs)
- Remorques provenant du réseau de Marseille, acquises entre 1904 et 1935 , 7 unités, N° 300 à 318 (chiffres pairs)

## Projet de nouveau tramway
Afin de rendre les transports en commun du Réseau Mistral plus rapides et efficaces dans cette agglomération embouteillée, un projet de Tramway est lancé au début des années 90. Le SITCAT (Syndicat intercommunal des transports en commun de l’agglomération toulonnaise) est porteur du projet. Regroupant 8 communes, il mène les études préliminaires puis complémentaires. En 1993, hormis 3 communes qui ne sont pas directement concernées par le passage du tram, toutes adoptent leur POS en réservant les zones nécessaires au tracé.
Les experts parlent alors d’or en évoquant un « mode de déplacement adapté à la configuration de l’espace urbain et circulant sur des voies de roulement spécifiques ou protégées, ce qui permet d’augmenter la vitesse des transports en commun, d’améliorer leur fréquence en optimisant les dessertes des bus et d’alléger le flux des véhicules particuliers par la création de parkings de dissuasion aux entrées des villes. »[réf. nécessaire]

### Genèse de la réintroduction
Au début des années 70, le gouvernement français lance un plan de réintroduction du tramway dans les villes les plus nécessitantes  (Le concours Cavaillé est une procédure lancée en 1975 par Marcel Cavaillé, secrétaire d'État aux Transports, pour promouvoir le retour du tramway et la création de métro léger en France). Le trafic automobile engorge les plus grandes villes de France et Toulon n'échappe pas au phénomène.
Dix villes sont sélectionnées pour y voir réintroduire le tramway et Toulon est présente dans la liste[réf. nécessaire].

### Un faux départ
Les années passent, le tramway ne vient pas. La priorité est donnée vers la fin des années 80 au Tunnel de Toulon dont les premières études datent de 1967. Le tunnel commence à être construit en 1991.
Entre-temps, en 1995, le Front national est arrivé aux affaires à Toulon, ce qui freine considérablement le projet, tant au niveau des initiatives techniques que des financements de l’État, de la Région ou du Département. Néanmoins le SITCAT lance l’enquête préalable à la Déclaration d’Utilité Publique (DUP) du tramway. Parmi les 8 000 personnes qui s’expriment alors, une majorité de 55 % manifeste son opposition au projet[réf. nécessaire]. Ce qui n’empêche pas le préfet du Var de signer la DUP du tramway le 22 décembre 2000.
La première ligne devait relier d'est en ouest La Garde à La Seyne sur Mer dans une première étape (20,7 km et 31 stations), puis Saint Mandrier au Pradet en un second temps. « La première ligne sera opérationnelle en 2005 », jure alors le maire FN Jean-Marie Le Chevalier, juste avant les municipales de 2001. Le premier coup de pioche était prévu en effet pour 2002 et le chantier devait durer 2 à 3 ans à raison de 120 MF le km, soit l’équivalent de 378,7 M€ pour l’ensemble de ce premier tronçon[réf. nécessaire].
Pour le matériel, le SITCAT lance un appel d'offres européen et retient la firme italienne AnsaldoBreda et son modèle Sirio, dessiné par le designer Pininfarina. Alsthom, l’un des candidats évincés, introduit un référé devant le tribunal administratif de Nice et, dans la foulée, le Conseil d’État suspend la procédure d’appel d’offres.

### L'arrivée d'un nouveau maire
Le nouveau maire Hubert Falco élu en 2001 doit faire face à une série de problèmes en suspens : traversée souterraine de Toulon, réhabilitation et relance de la ville qui a fait l’objet d’un véritable « cordon sanitaire » durant la parenthèse frontiste. Il commence par mettre en place la Communauté d'agglomération Toulon Provence Méditerranée (11 communes, 500 000 habitants).
Une seconde enquête publique modificative est réalisée en juillet 2004 pour réévaluer la pertinence du tracé et la position des stations du tramway en fonction de nouveaux équipements publics dont la construction a été décidée entre-temps, en particulier l’hôpital de Sainte-Musse. Puis le Plan de Déplacements Urbains (PDU) de l'agglomération TPM confirme le tramway comme TCSP et envisage même une seconde ligne nord-sud, est adopté en 2006.
Survient alors une levée de boucliers d'intérêts particuliers (propriétaires immobiliers, ferme des Olivades, unions de commerçants convaincus que leur clientèle ne peut faire ses courses qu'en voiture, comités d'intérêt local attachés à l'usage de la voiture)[non neutre] qui, jointe au fait que le trajet prévu ne passait pas par la gare SNCF et à la crainte des maires concernés que les inconvénients des travaux ne jouent électoralement contre eux[réf. nécessaire], décident Hubert Falco, devenu président de la communauté d'agglomération, à mettre un frein au projet de tramway lancé en 1997 et qui devait voir le jour en 2011 lors du conseil communautaire du 17 novembre 2006, réorientant la politique de transport de l'agglomération.

### Le changement de cap
Alors que la Communauté d'Agglomération a donné priorité à l'achèvement du second tube du tunnel de Toulon, le projet de TCSP s'enlise. En effet, après avoir un temps opté pour un tramway sur pneus comme à Clermont-Ferrand, M. Falco, réélu maire en mars 2008, préconise ensuite la mise en place d'un Bus à Haut Niveau de Service (BHNS)[réf. nécessaire], utilisant en partie le site propre qui devait recevoir la plate-forme du tramway, pour une mise en service en 2013. Dans un article daté du 27 octobre 2008, il déclare que « le tramway, c'est dépassé ».

### La riposte des partisans du tramway
En avril 2009, sur proposition de l'association Toulon Var Déplacements, différentes associations locales d'usagers et de promotion des modes de transports écologiques se regroupent pour défendre le choix du tramway sur fer comme TCSP. Ce "Collectif tramway" regroupe en particulier l'association Toulon @ Venir, auteur d'un dossier comparatif détaillé tramway/BHNS, la FNAUT PACA, plusieurs Comités d'Intérêts Locaux, ainsi que des particuliers intéressés par la question.

### La question de la DUP
Le 21 décembre 2010 est la date anniversaire de la Déclaration d'Utilité Publique (DUP) donnant le coup d'envoi du projet de construction du tramway de l'agglomération toulonnaise allant de La Seyne à La Garde, prise par le préfet. Dix ans plus tard, de nombreuses expropriations ont été effectuées, des personnes ont été déplacées, des bâtiments ont été détruits, mais le tramway ne circule pas... il est menacé d'abandon pur et simple au profit d'un bus.
La situation devient juridiquement très complexe (la DUP ayant expiré) : les personnes expropriées pourront faire valoir leur droit de rétrocession, c'est-à-dire demander à TPM de leur restituer les propriétés expropriées pour un tramway et injustement destinées à être utilisées pour une voie de bus.
En septembre 2011, le Collectif Tramway, constatant que TPM commence à réaliser des travaux d'implantation du BHNS au lieu du tramway, décide de déposer deux recours au tribunal administratif de Toulon. Un troisième recours suivra quelques mois plus tard pour contester la légalité du choix du BHNS par le bureau de TPM, alors que celui-ci aurait dû être voté par l'assemblée plénière.

### Retournement de situation depuis novembre 2012
Le jugement du tribunal administratif du 9 novembre 2012 est sans appel : le BHNS est illégal car contraire à la DUP et au PDU ; en outre les décisions de modification du mode de transport n'ont pas été prises en conseil communautaire, mais juste en bureau en restreignant des maires de la communauté, ce qui est illégal.
Hubert Falco a annoncé qu'aucun appel ne sera mené, mais qu'en revanche une nouvelle DUP serait déposée pour la création d'un BHNS au lieu d'un tramway.

### Le Bus à Haut Niveau de Service en 2020
Le 3 juillet 2020, un décret signé par le premier ministre vient clarifier la situation en réformant le code de l’environnement[réf. nécessaire], qui permet à l'échelon local (métropole, et communauté de communes) d'avoir l'autorité environnementale permettant d'autoriser le projet.
En Décembre 2022, Hubert Falco, maire de Toulon, a réaffirmé qu'il n'y aura pas de tramway à Toulon.

## Différence entre BHNS et tram
Un BHNS est considéré comme véhicule routier et sa longueur est limitée à 24 mètres, alors que le tramway est long de 42 mètres. La saturation en passagers peut être rapidement atteinte dans une grande ville, comme le montrent les exemples de Rouen et de Nantes, même s'il est possible d'augmenter la fréquence des passages.